# Ulrich Felsberg
Ulrich Felsberg (* 1952) ist ein deutscher Filmproduzent.
Felsberg übernahm 1986 die Geschäftsführung von Wim Wenders Firma Road Movies Filmproduktion. Seit dieser Zeit agierte er als Produzent für Wenders und weitere internationale Autorenfilmer. Für die Dokumentation Buena Vista Social Club wurde er 2000 zusammen mit Wenders für den Oscar (Bester Dokumentarfilm) und den BAFTA Film Award (Bester nicht-englischsprachiger Film) nominiert.
Felsberg gehörte 2003 zu den Gründungsmitgliedern der Deutschen Filmakademie.
2006 erwarb er Schloss Ernich in Remagen, welches er aufwändig sanieren ließ.

## Filmografie (Auswahl)
- 1991: Bis ans Ende der Welt
- 1993: In weiter Ferne, so nah!
- 1994: Lisbon Story
- 1995: Jenseits der Wolken
- 1996: Carla’s Song
- 2000: Buena Vista Social Club
- 2000: Gangster No. 1
- 2002: Ten Minutes Older
- 2002: Junimond
- 2002: Kick It Like Beckham
- 2006: The Wind That Shakes the Barley